# Basketball-Bundesliga 1991-1992
La Basketball-Bundesliga 1991-1992 è stata la 26ª edizione del massimo campionato tedesco di pallacanestro maschile, la prima dopo la riunificazione. La vittoria finale è stata ad appannaggio del TSV Bayer 04 Leverkusen.

## Risultati

### Stagione regolare

#### Gruppe Nord
|    | Squadra                 | G  | V  | P  | PF | PS | Pt. | Qualificazione |
| -- | ----------------------- | -- | -- | -- | -- | -- | --- | -------------- |
| 1. | TSV Bayer 04 Leverkusen | 32 | 28 | 4  |    |    | 56  | playoffs       |
| 2. | Alba Berlino            | 32 | 22 | 10 |    |    | 44  | playoffs       |
| 3. | Brandt Hagen            | 32 | 17 | 15 |    |    | 34  | playoffs       |
| 4. | TV Germania Trier       | 32 | 13 | 19 |    |    | 26  | playoffs       |
| 5. | TuS Bramsche            | 32 | 12 | 20 |    |    | 24  |                |
| 6. | SG FT/MTV Braunschweig  | 32 | 9  | 23 |    |    | 18  |                |

#### Gruppe Süd
|    | Squadra                  | G  | V  | P  | PF | PS | Pt. | Qualificazione                         |
| -- | ------------------------ | -- | -- | -- | -- | -- | --- | -------------------------------------- |
| 1. | BG Stoccarda/Ludwigsburg | 32 | 22 | 10 |    |    | 44  | playoffs                               |
| 2. | TTL Basketball Bamberg   | 32 | 21 | 11 |    |    | 42  | playoffs                               |
| 3. | MTV 1846 Gießen          | 32 | 16 | 16 |    |    | 32  | playoffs                               |
| 4. | SSV 1846 Ulma            | 32 | 15 | 17 |    |    | 30  | playoffs                               |
| 5. | TV Langen                | 32 | 9  | 23 |    |    | 18  | retrocesse in 2. Basketball-Bundesliga |
| 6. | Steiner Bayreuth         | 32 | 8  | 24 |    |    | 16  | retrocesse in 2. Basketball-Bundesliga |

## Playoff
|  | Quarti di finale | Quarti di finale | Quarti di finale |              |              | Semifinali       | Semifinali | Semifinali |  |  | Finali | Finali           | Finali |
|  |                  |                  |                  |              |              |                  |            |            |  |  |        |                  |        |
|  | N1.              | Bayer Leverkusen | 2                |              |              |                  |            |            |  |  |        |                  |        |
|  | S4.              | SSV 1846 Ulma    | 0                |              |              |                  |            |            |  |  |        |                  |        |
|  | S4.              | SSV 1846 Ulma    | 0                |              | N1.          | Bayer Leverkusen | 3          |            |  |  |        |                  |        |
|  |                  |                  |                  |              | N1.          | Bayer Leverkusen | 3          |            |  |  |        |                  |        |
|  |                  | S2.              | Bamberga         | 0            |              |                  |            |            |  |  |        |                  |        |
|  | S2.              | S2.              | Bamberga         | 0            | Bamberga     | 2                |            |            |  |  |        |                  |        |
|  | S2.              |                  |                  |              | Bamberga     | 2                |            |            |  |  |        |                  |        |
|  | N3.              | Brandt Hagen     | 0                |              |              |                  |            |            |  |  |        |                  |        |
|  |                  |                  |                  |              |              |                  |            |            |  |  | N1.    | Bayer Leverkusen | 3      |
|  |                  |                  | N2.              | Alba Berlino | 0            |                  |            |            |  |  |        |                  |        |
|  | S1.              | BSG Ludwigsburg  | 2                |              |              |                  |            |            |  |  |        |                  |        |
|  | N4.              | TBB Treviri      | 0                |              |              |                  |            |            |  |  |        |                  |        |
|  | N4.              | TBB Treviri      | 0                |              | S1.          | BSG Ludwigsburg  | 1          |            |  |  |        |                  |        |
|  |                  |                  |                  |              | S1.          | BSG Ludwigsburg  | 1          |            |  |  |        |                  |        |
|  |                  | N2.              | Alba Berlino     | 3            |              |                  |            |            |  |  |        |                  |        |
|  | N2.              | N2.              | Alba Berlino     | 3            | Alba Berlino | 2                |            |            |  |  |        |                  |        |
|  | N2.              |                  |                  |              | Alba Berlino | 2                |            |            |  |  |        |                  |        |
|  | S3.              | MTV Gießen       | 1                |              |              |                  |            |            |  |  |        |                  |        |

| Basketball-Bundesliga 1991-1992    |
| ---------------------------------- |
| TSV Bayer 04 Leverkusen 10º titolo |